# Джонатан Фрейкс
Джонатан Скотт Фрейкс (англ. Jonathan Scott Frakes; нар. 19 серпня 1952, Бельфонт, Пенсільванія, США) — американський актор і режисер. Найбільше відомий своєю роллю в телесеріалі «Зоряний шлях: Наступне покоління».

## Біографія
Джонатан виріс у невеликому американському містечку Бельфонт. З успіхом закінчив спочатку університет штату Пенсильванія, а потім Гарвард. Кілька сезонів він провів у Леб Драма центр, а пізніше почав свою акторську кар'єру в Нью-Йорку, де виступав на сцені бродвейських театрів. Перед тим, як отримати роль героїчного першого офіцера Райкера в кіноепопеї «Зоряний Шлях», Джонатан був зайнятий в низці серіалів, таких як: «Falcon Crest» (1981), «Bare Essence» (1982), «Paper Dolls» (1984), «The Doctors» (1977). З інших його телевізійних досвідів — «Ангели Чарлі» (1976), «Сімейство Харт» (1979) і «Одружені, з дітьми» (1987). Також Фрейкс грав у серіалі про американську громадянську війну «Північ і Південь» (1985), де був партнером Патріка Суейзі і Джеймса Ріда.
Після 7 років ролі командера «Ентерпрайза-Д» Вільяма Райкера Джонатан перейшов у гільдію режисерів. Потренувавшись на зйомках декількох епізодів різних серіалів саги «Зоряний шлях», Джонатан зняв два повнометражні фільми за мотивами легендарного серіалу, «Перший контакт» (1996) і «Повстання» (1998). Крім цього, як режисер він створив такі художні фільми, як: «Провісники бурі» (2004), «Бібліотекар 2: Повернення до копалень Соломона» (2006) і «Бібліотекар: Прокляття Юдиного потиру» (2008).

## Фільмографія
| Фільми      | Фільми                                                   | Фільми                                            | Фільми |
| Рік         | Назва                                                    | Роль                                              | Примітка |
| ----------- | -------------------------------------------------------- | ------------------------------------------------- | --- |
| 1994        | Загублений табір                                         | Боб Шпігель                                       | |
| 1994        | Зоряний шлях: Покоління                                  | Командер Вільям Т. Райкер                         | |
| 1995        | Подорож у часі крізь Біблію                              | він сам / запрошений гість                        | |
| 1996        | Зоряний шлях: Перший контакт                             | Командер Вільям Т. Райкер                         | номінація на премію «Blockbuster Entertainment Award» як найкращий актор другого плану номінація на премію «Сатурн» як найкращий режисер |
| 1998        | Зоряний шлях: Повстання                                  | Командер Вільям Т. Райкер                         | |
| 2002        | Зоряний шлях: Відплата                                   | Капітан/Командер Вільям Т. Райкер                 | |
| 2002        | Clockstoppers                                            | Джантор                                           | у титрах не вказаний |
| 2004        | Провісники бурі                                          | поліцейський                                      | у титрах не вказаний |
| 2011        | Капітани                                                 | він сам/капітан Вільям Т. Райкер                  | |
| 2017        | Диявольська брама                                        | шериф                                             | |
| Телебачення |                                                          |                                                   | |
| Рік         | Назва                                                    | Роль                                              | Примітка |
| 1978        | Янголи Чарлі                                             | Бред                                              | Епізод: «Angel on My Mind» |
| 1978        | Бернбі Джонс                                             | Девід Дуглас                                      | Епізод: «Stages of Fear» |
| 1978        | Фантастичний острів                                      | Кірк Вендлавер                                    | Епізод: «The War Games/Queen of the Boston Bruisers»                                                                                     |
| 1979        | Волтони                                                  | Ешлі Ленгворт Молодший                            | Епізод: «The Lost Sheep» and «The Legacy»                                                                                                |
| 1979        | Вісім досить                                             | Чеппер                                            | Епізод: «Separate Ways» |
| 1979        | Біла тінь                                                | баскетболіст                                      | Епізод: «One of the Boys» (у титрах не вказаний)                                                                                         |
| 1980        | Земля Беули                                              | Адам Дейвіс                                       | |
| 1980        | Крик нічного міста                                       | Річард Гокінс                                     | |
| 1981        | Йолопи з Газзарду                                        | Джеймі Лі Гоґґ                                    | Епізод: «Mrs. Daisy Hogg» in a 4th Season Епізод entitled                                                                                |
| 1981        | Гарпер-Воллі                                             | Клатч Брез                                        | Епізод: «Low Noon» |
| 1982        | Серце до серця                                           | Адам Блейк                                        | Епізод: «Harts and Palms» |
| 1982        | Блюз Гілл-стрит                                          | торговець наркотиками                             | Епізод: «Of Mouse and Man» |
| 1982        | Квінсі, судовий медик                                    | Леон Боганнон                                     | Епізод: «The Face of Fear» |
| 1982        | Квінсі, судовий медик                                    | хірург                                            | Епізод: «Gзапрошений гість of a Chance»                                                                                                  |
| 1982        | Мандрівники!                                             | Чарльз Ліндберт                                   | Епізод: «An Arrow Pointing East» |
| 1983        | Чистий аромат                                            | Маркус Маршалл                                    | кілька епізодів |
| 1984        | Шосе до Раю                                              | Артур Крок Молодший                               | Епізод: «A Devine Madness» |
| 1984        | Затока Файв Майл                                         | Адам Скотт                                        | Епізод: «Gold Fever» |
| 1984        | Каскадер                                                 | Коннорс                                           | Епізод: «Always Say Always» |
| 1985        | Нова Сутінкова зона                                      | самотній хлопець                                  | Епізод: «But Can She Type?» |
| 1985        | Північ і південь                                         | Стенглі Газард                                    | |
| 1986        | Захід мрії                                               | лейтенант Арчибальд Гіллспай                      | |
| 1986        | Метлок                                                   | D.A. Парк                                         | Епізод: «The Angel» |
| 1987–1994   | Зоряний шлях: Наступне покоління                         | Командер Вільям Т. Райкер/ лейтенант Томас Райкер | 176 епізодів |
| 1988        | Читаючи веселку                                          | він сам                                           | Епізод: «The Bionic Bunny Show» |
| 1994        | Крила                                                    | Гевін Ратендж                                     | Епізод: «All's Fare» |
| 1994        | Зоряний шлях: Глибокий космос 9                          | лейтенант Томас Райкер                            | Епізод: «Defiant» |
| 1994        | Кінець подорожі: Сага Зоряного шляху: Наступне покоління | запрошений гість                                  | документальний фільм |
| 1994–1996   | Горгульї                                                 | Девід Ксантос, Койот (озвучування)                | |
| 1995        | Луїс і Кларк: Нові пригоди Супермена                     | Тім Лейк                                          | Епізод: «Don't Tug on Superman's Cape»                                                                                                   |
| 1995        | Сивілла                                                  | він сам                                           | Епізод: «Starting on the Wrong Foot» |
| 1995        | Розтини інопланетян: Факт чи вигадка?                    | запрошений гість/оповідач                         | |
| 1996        | Зоряний шлях: Вояджер                                    | Командер Вільям Т. Райкер                         | Епізод: «Death Wish» |
| 1998–2002   | Поза вірою: Факт чи вигадка?                             | він сам                                           | 45 епізодів |
| 1999        | Розвелл                                                  | він сам                                           | Епізод: «The Convention» |
| 2000        | Третій камінь від Сонця                                  | Ларрі МакМайкл                                    | Епізод: «Gwen, Larry, Dick and Mary» |
| 2000        | Привиди: Спіймані на камеру                              | оповідач                                          | |
| 2002        | Футурама                                                 | він сам (озвучування)                             | Епізод: «Where No Fan Has Gone Before»                                                                                                   |
| 2005        | Зоряний шлях: Ентерпрайз                                 | Командер Вільям Т. Райкер                         | Епізод: «These Are the Voyages…» |
| 2005,2009   | Сім'янин                                                 | Командер Вільям Т. Райкер/він сам                 | Епізод: «Peter's Got Woods» & «Not All Dogs Go to Heaven»                                                                                |
| 2009        | Противага                                                | пацієнт                                           | Епізод: «The Snow Job» (у титрах не вказаний)                                                                                            |
| 2010        | Криміналісти: Мислити як злочинець                       | лікар Артур Малкольм                              | Епізод: «The Uncanny Valley» |
| 2010        | Морська поліція: Лос-Анджелес                            | командер флоту Стенфілл                           | Епізод: «Disorder» |
| 2011        | Загін супергероїв                                        | Вища Еволюція (озвучування)                       | Епізод: «The Devil Dinosaur You Say!» |
| 2012        | Противага                                                | чоловік у Комісії з безпеки споживчих продуктів   | Епізод: «The Toy Job» (у титрах не вказаний)                                                                                             |
| 2012        | Замок                                                    | шанувальник замку                                 | Епізод «The Final Frontier» (у титрах не вказаний)                                                                                       |
| 2013        | Час пригод                                               | дорослий Фінн (озвучування)                       | Епізоди: «Puhoy» and «Dungeon Train» |
| 2014        | Запали сцену                                             | Генк                                              | Епізод: «Blow Out» |
| 2016–2017   | Вартові галактики                                        | Джей'сон (озвучування)                            | 12 епізодів |
| 2016        | Майлз із землі майбутнього                               | дідусь Вінсент (озвучування)                      | Епізоди: «Galactech: Still Rocketing/Merc's Night Out» & «The Adventures of Jet Retrograde/The Tiny Aliens»                              |
| 2016        | Черв'як з майбутнього!                                   | Стік Старболт (озвучування)                       | |
| 2018        | Після шляху                                              | він сам                                           | Післямова Епізод 11 |
| 2019        | Як продавати наркотики онлайн (швидко)                   | він сам                                           | Епізод: «Life's Not Fair, Get Used to It»                                                                                                |
| 2020        | Зоряний шлях: Пікар                                      | Вільям Т. Райкер                                  | |

## Цікаві факти
- За оригінальну манеру зйомок отримав прізвисько Two Takes Frakes (Фрейкс в два дублі), бо обмежувався малою кількістю спроб.